# 大杜鹃
大杜鹃（学名：Cuculus canorus）为杜鹃科杜鹃属的鸟类，古名鳲鳩，别名郭公、布穀、鸠、喀咕（華北）、䳀（音同“軼”）。這種鳥類是夏季在歐洲和亞洲廣泛遷徙的遷徙鳥，冬季在非洲度過。它是巢寄生者，這意味著它將蛋產在其他鳥類物種的巢中，特別是林岩鷚、草地鷚和蘆葦鶯的巢中。儘管它的蛋比寄主的蛋大，但每種寄主巢中的蛋看起來都與寄主的蛋相似。成鳥也具有擬態能力，模仿北雀鷹；由於雀鷹是掠食者，這種擬態使雌鳥能夠在不被攻擊的情況下產卵。

## 分類
該物種的雙名法名稱源自拉丁語的cuculus（杜鵑）和canorus（悅耳的；來自canere，意為歌唱）。 杜鵑科的名字和屬名來源於杜鵑的叫聲，這是一種擬聲詞。 英語單詞「cuckoo」來自古法語cucu，它在英語中的最早記錄可以追溯到1240年左右，在歌曲Sumer Is Icumen In'中。這首歌是用中古英語寫的，前兩行是：「Svmer is icumen in / Lhude sing cuccu。」在現代英語中，這句話翻譯為「夏天來了 / 大聲唱，杜鵑！」
全球範圍內共有四個亞種：
- 大杜鹃指名亚种 C. c. canorus，指名亞種，最早由卡爾·林奈在1758年其標誌性的《自然系統》第十版中描述。該亞種分布範圍從愛爾蘭經斯堪的納維亞、俄羅斯北部和西伯利亞延伸至東部的日本，並從比利牛斯山脈經土耳其、哈薩克斯坦、蒙古、中國北部及朝鮮延伸。冬季在非洲和南亞度過。在中国分布於新疆、甘肃、宁夏、陕西、东北至河北及以南各省等地。该物种的模式产地在瑞典。[10]
- 大杜鹃华西亚种 C. c. bakeri，1912年由哈特特首次描述，在中國西部至喜馬拉雅山脈的山麓繁殖，分布於印度北部、尼泊爾、緬甸、泰國西北部和中國南部。冬季在阿薩姆、東孟加拉和東南亞地區發現。在中国分布於青海、西藏、四川、云南等地。该物种的模式产地在印度Assam。[11]
- C. c. bangsi於1919年由奧博霍爾塞爾首次描述，分布於伊比利亞、巴利阿里群島和北非，冬季在非洲度過。
- 大杜鹃新疆亚种 C. c. subtelephonus於1914年由扎魯德尼首次描述，分布於中亞從土耳其斯坦到蒙古南部。冬季遷徙至南亞和非洲。在中国分布於新疆、内蒙古、西藏及以南各省。该物种的模式产地在中亚。[12]

## 壽命與數量統計
儘管大杜鵑的全球數量似乎在下降，但根據國際自然保護聯盟的分類，它仍被列為無危物種。據估計，全球該物種的數量在2500萬至1億隻之間，其中約有1260萬至2580萬隻在歐洲繁殖。 在英國，記錄到的大杜鵑最長壽命為6年11個月零2天。

## 描述

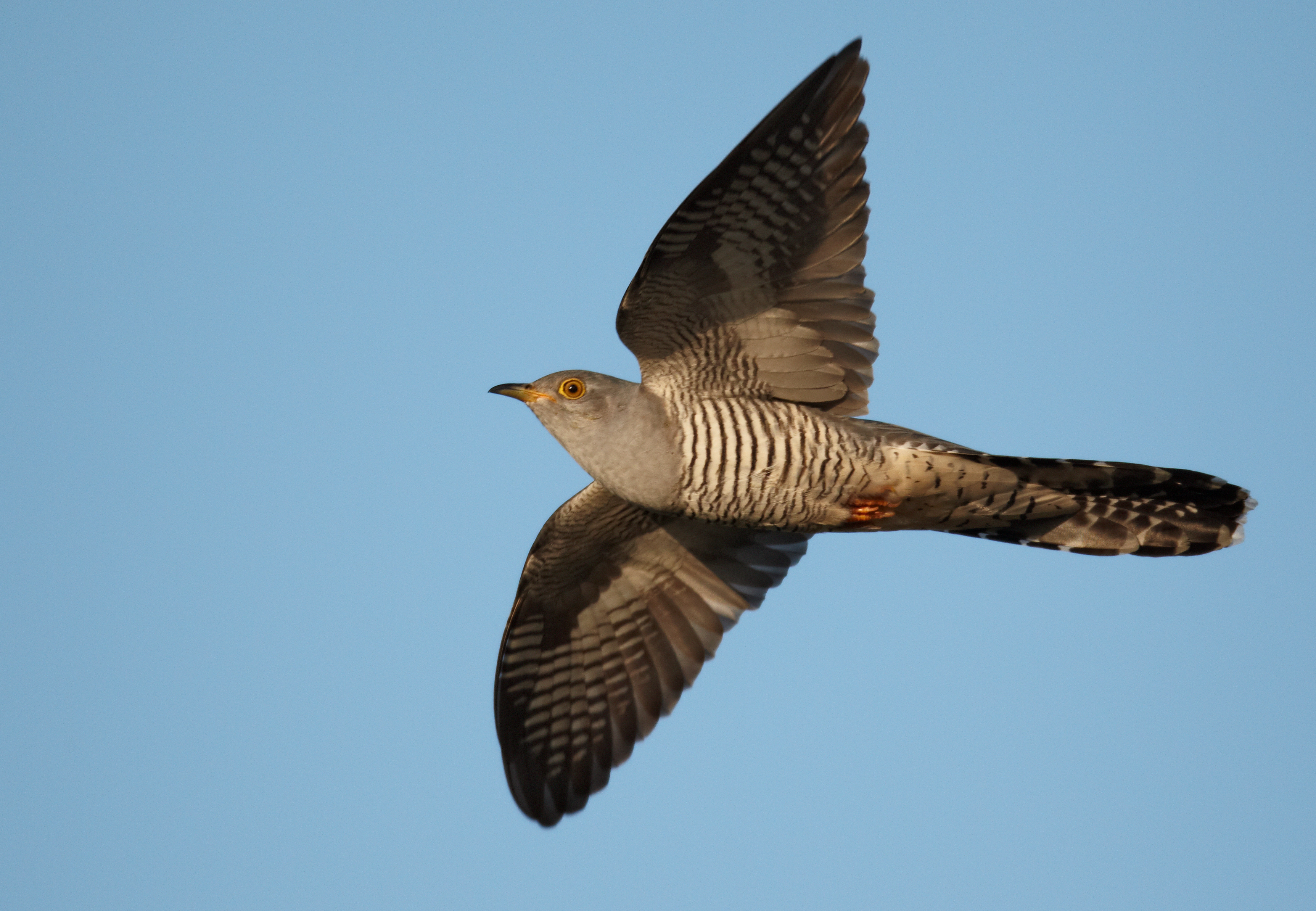
飛行中的大杜鵑

大杜鵑從喙到尾長32—34（13—13英寸），尾長13—15（5.1—5.9英寸），翼展為55—60（22—24英寸）。腿部短小。 它的身體呈灰色，修長，尾巴很長，飛行時類似雀鷹，振翅頻率規律。在繁殖季節，大杜鵑經常落在開闊的棲息處，翅膀下垂，尾巴上翹。 存在一種紅褐色的色型，偶爾出現在成年雌鳥中，但在幼鳥中更為常見。 有一種假說認為這種色型進化出來是為了防止雄鳥騷擾或寄主物種的圍攻。

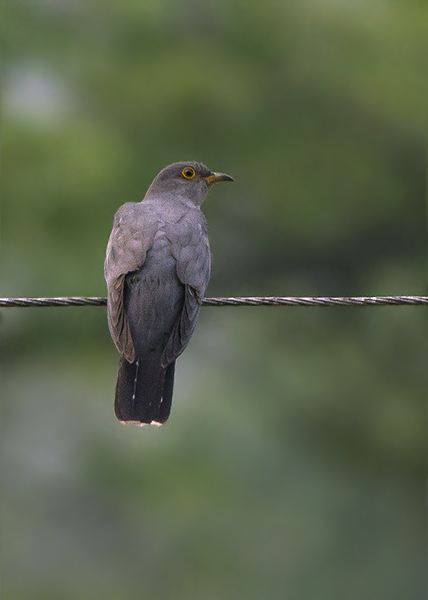
亞種(C. c. bakeri) Pangolakha 野生動物保護區, 東錫金，印度.

所有成年雄鳥都是板岩灰色的；灰色的喉部向下延伸至鳥的胸部，與有條紋的腹部有明顯的界限。 虹膜、眼眶環、喙的基部和腳部都是黃色的。 灰色成年雌鳥的條紋和頸部兩側有粉紅色或米色的底色，有時在覆羽的中覆羽和大覆羽以及次級飛羽的外側邊緣會有小的紅褐色斑點。
紅褐色型成年雌鳥的上部為紅棕色，帶有深灰色或黑色條紋。與紅褐色幼鳥相比，紅褐色型成年雌鳥的黑色條紋較窄，而幼鳥的黑色條紋則較寬。
大杜鵑在第一個秋季時會有變異的羽色。有些鳥的上部為強烈條紋的栗褐色，而另一些則為純灰色。紅褐色鳥的上部有重度條紋，有些羽毛邊緣呈乳白色。所有鳥的上翅覆羽和初級飛羽邊緣都有白色邊緣。次級飛羽和大覆羽有栗色條紋或斑點。在春季，前一年孵化的鳥可能會保留一些有條紋的次級飛羽和覆羽。 大杜鵑幼鳥最明顯的辨識特徵是白色的頸背斑和白色的羽緣。
大杜鵑每年換羽兩次：夏季部分換羽，冬季完全換羽。 雄鳥重約130克（4.6盎司），雌鳥重110克（3.9盎司）。大杜鵑與北方中杜鵑非常相似，後者平均翼長略短。 這種相似性甚至延伸到紅褐色型，它們在東方杜鵑中也存在。紅褐色型的存在可能是東方杜鵑和大杜鵑的共同祖先特徵。

## 成鳥的擬態

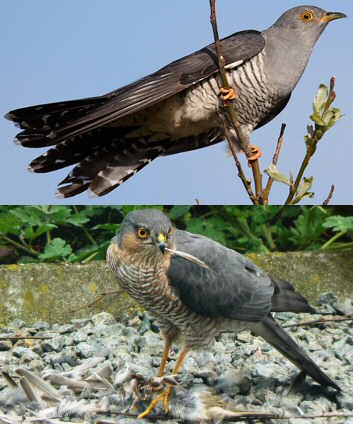
大杜鵑成鳥（上）模仿雀鷹，讓雌性有時間寄生產卵

大杜鵑的有條紋的腹部類似於雀鷹，這是一種捕食成鳥類的掠食者。一項比較蘆葦鶯（一種杜鵑雛鳥的寄主）對處理過的標本杜鵑和雀鷹模型反應的研究發現，當杜鵑的腹部被遮擋時，蘆葦鶯對杜鵑的攻擊性更強，這表明這種對雀鷹的擬態可能有助於杜鵑進入潛在寄主的巢。 其他小型鳥類，如歐亞大山雀和藍山雀，在看到（裝架的）雀鷹或杜鵑時會顯示出警戒並避免接近餵食台；這暗示著杜鵑的雀鷹般的外觀在保護性擬態中發揮作用，無論是減少被雀鷹攻擊的可能性，還是使巢寄生更容易進行。
當寄主看到鄰居圍攻杜鵑時，會更多地攻擊杜鵑。 如果這種學習只適用於寄主看到鄰居圍攻的色型，則雌鳥存在兩種羽色型態可能是由於頻率依賴選擇。在一項使用每種色型的假杜鵑和一隻雀鷹進行的實驗中，蘆葦鶯更有可能攻擊兩種杜鵑色型，而不是雀鷹，並且當看到鄰居圍攻某一色型時，更可能圍攻該色型，從而降低該色型的繁殖成功率，並選擇較不常見的色型。

## 聲音與求偶
雄性的鳴叫聲，goo-ko，通常是在開闊的棲地上發出。在繁殖季節，雄性通常以1到1.5秒的間隔發出這種聲音，每組10到20次，中間休息幾秒鐘。雌性則有響亮的冒泡聲呼叫。這種歌聲在4月初出現時通常是一個下降的小三度音程，隨著季節的推移，音程會逐漸擴大，從大三度到四度，而到了6月，大杜鵑「忘記了它的曲調」，可能會發出其他聲音，如上升的音程。當鳥兒大聲鳴叫時，翅膀會下垂，而當雄性在潛在的雌性附近時，常常會從一側到另一側擺動尾巴，或者身體可能會從一側旋轉到另一側。

## 分佈與棲地
大杜鵑主要棲息在開闊地區，是廣泛分佈於歐洲和亞洲的夏季遷徙鳥類，冬季則遷徙至非洲。鳥類於4月抵達歐洲，9月離開。大杜鵑也曾作為迷鳥出現在包括巴巴多斯、美國、格陵蘭、法羅群島、冰島、印度尼西亞、帛琉、塞舌爾、台灣和中國等國家。在1995年至2015年間，大杜鵑在英國的分佈已向北轉移，在英格蘭減少了69％，但在蘇格蘭增加了33％。

## 行為

### 食物與捕食
大杜鵑的飲食包括昆蟲，尤其是毛毛蟲，這些對許多鳥類來說味道不佳，卻是它們的偏好。它們偶爾也會吃蛋和幼鳥。

## 繁殖

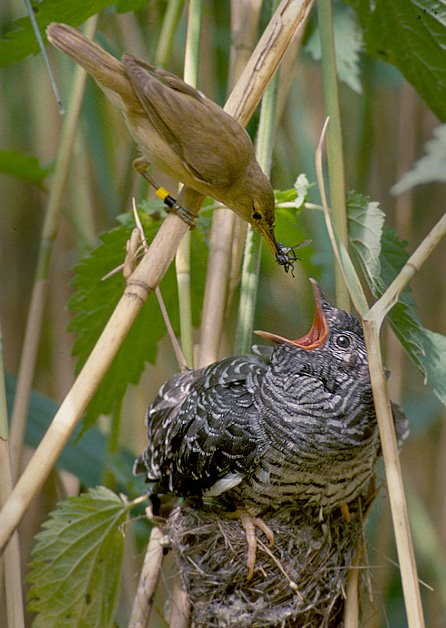
這隻蘆葦鶯正在餵養一隻大杜鵑

大杜鵑是一種專性寄生鳥類；它將蛋產在其他鳥類的巢中。孵化出的布穀鳥幼鳥可能會將宿主的蛋推出巢外，或者與宿主的幼鳥一起長大。雌性在一個繁殖季節中可能會訪問多達50個巢穴。大杜鵑在兩歲時首次繁殖。

### 蛋的偽裝
已有超過100種宿主被記錄，其中包括北歐常見的草地鷚、林岩鷚和蘆葦鶯；中歐常見的園林鶯、草地鷚、白鶺鴒和歐亞鴝；在芬蘭有花雀和紅尾鴝；在匈牙利則有大葦鶯。
雌性大杜鵑被分為「巢系」－這些雌鳥偏好特定宿主物種的巢穴，並產下與該物種蛋的顏色和花紋相匹配的蛋。來自線粒體DNA分析的證據顯示，每個巢系可能有多個獨立起源，因為不同的祖先對特定宿主進行寄生。關於蛋的偽裝特徵遺傳的假設之一是這種特徵僅由雌性遺傳，表明它是由性別決定的W染色體攜帶（雌性為WZ，雄性為ZZ）。一項對巢系的遺傳分析支持了這一假設，發現線粒體DNA有顯著的區別，但在微衛星DNA中沒有。另一個關於這一特徵遺傳的提議是，控制蛋特徵的基因攜帶在常染色體上，而不僅僅是W染色體。對共域巢系的另一項遺傳分析支持了這一提議，發現微衛星DNA和線粒體DNA均存在顯著的遺傳差異。考慮到大杜鵑雄性傾向於與多個雌性交配，並產下由多個宿主物種撫養的後代，似乎雄性不參與大杜鵑巢系的維持。然而，研究發現只有9％的後代是在其父親推測的宿主物種之外撫養的。因此，雄性和雌性都可能參與大杜鵑蛋偽裝多態性的維持。值得注意的是，大多數非寄生大杜鵑物種產下白色的蛋，就像大多數非雀形目鳥類一樣，除地巢鳥外。

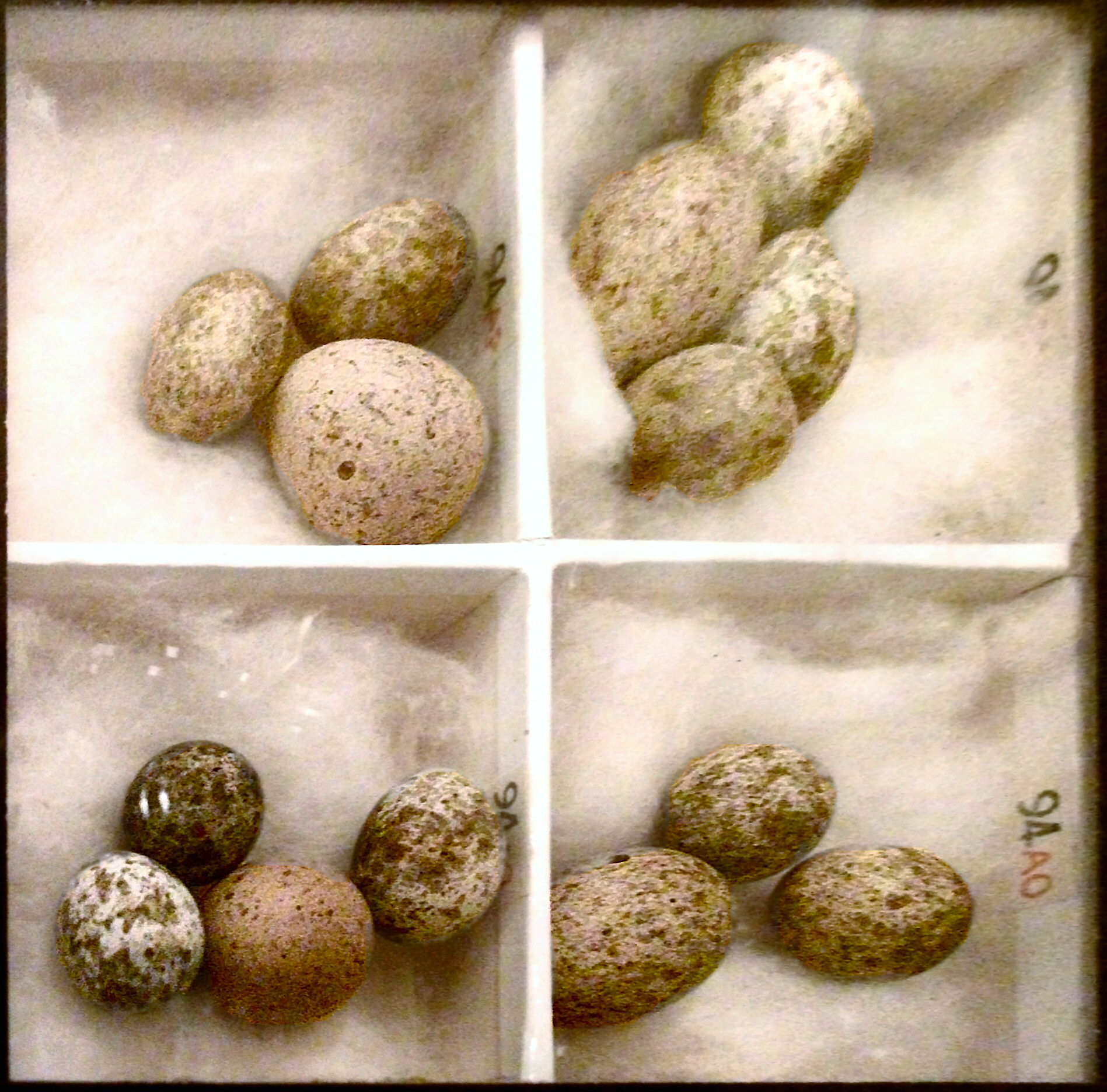
四窩蘆葦鶯蛋，每窩含有一顆（較大的）大杜鵑蛋

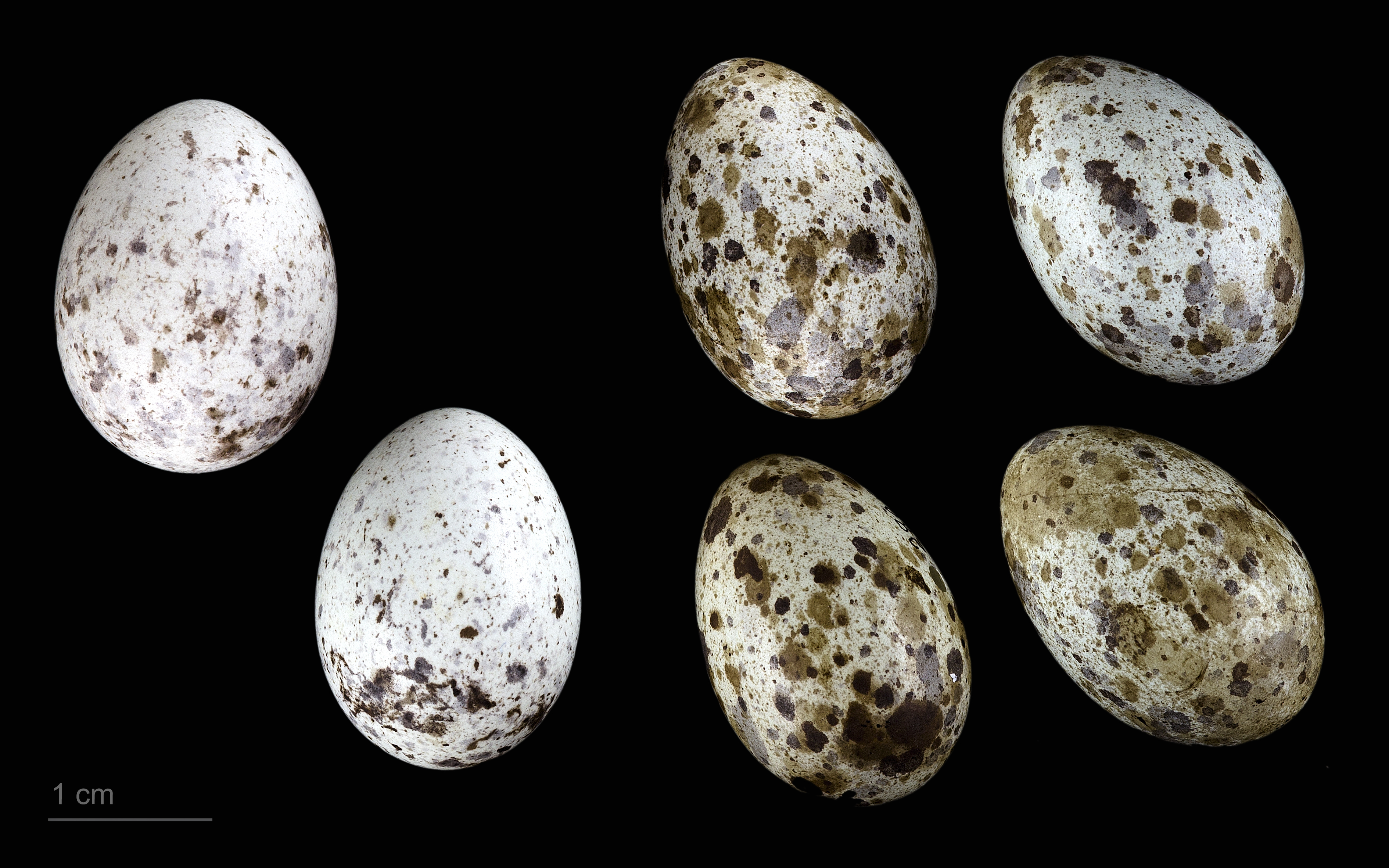
兩個大杜鵑（“Cuculus canorus canorus”）蛋（左）與大葦鶯（“Acrocephalus arundinaceus”）的蛋對比

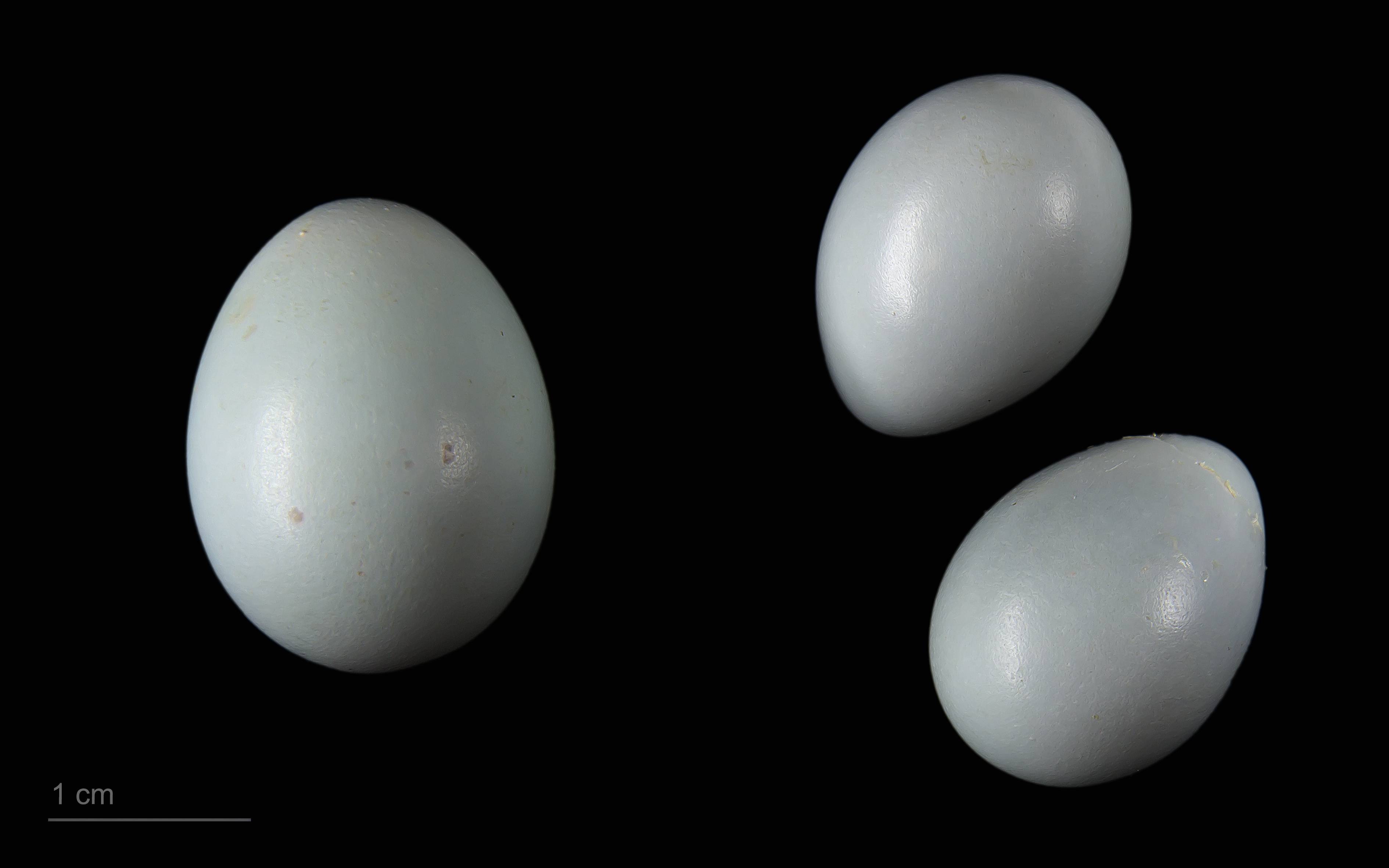
大杜鵑（“Cuculus canorus bangsi”）蛋（左）與北非紅尾鴝（“Phoenicurus moussieri”）蛋的比較

隨著大杜鵑進化出能更好模仿宿主鳥蛋的蛋型，宿主物種也會適應，並變得更能識別大杜鵑的蛋。一項對248顆大杜鵑和宿主鳥蛋的研究顯示，寄生於普通紅尾鴝巢中的雌性大杜鵑所產的蛋，比起寄生於林岩鷚巢中的蛋更為相似。該研究使用光譜學來模擬宿主物種如何看到大杜鵑的蛋。針對林岩鷚巢的大杜鵑產下白色帶棕色斑點的蛋，而林岩鷚的蛋是藍色的。這一理論表明，普通紅尾鶝被大杜鵑寄生的時間更長，因此它們在識別大杜鵑的蛋方面比林岩鷚更為敏銳。大杜鵑隨著時間的推移，需要進化出更精確的模仿蛋，以成功寄生於紅尾鴝。相比之下，大杜鵑似乎沒有經歷過演化壓力來發展出能夠接近模仿林岩鷚蛋的蛋，因為林岩鷚似乎無法區分這兩種鳥蛋，儘管它們之間的顏色差異顯著。林岩鷚無法區分這些鳥蛋，表明它們並未被寄生很長時間，尚未進化出對抗寄生的防禦機制，與紅尾鴝不同。
在匈牙利中部對大葦鶯巢進行的研究顯示，大杜鵑寄生的頻率「異常高」，64%的巢被寄生。在被大杜鵑選中的巢中，64%包含一顆大杜鵑蛋，23%有兩顆，10%有三顆，3%有四顆大杜鵑蛋。總體而言，58%的大杜鵑蛋是在多次被寄生的巢中產下的。當在已被寄生的巢中產蛋時，雌性大杜鵑會隨機移除一顆蛋，並且不會區分大葦鶯的蛋和其他大杜鵑的蛋。
研究發現，靠近大杜鵑棲地的巢穴最容易受到威脅：多次被寄生的巢穴最靠近觀察點，而未被寄生的巢穴則距離最遠。幾乎所有「靠近」觀察點的巢穴都被寄生。更明顯的巢穴更有可能被大杜鵑選中。雌性大杜鵑利用它們的觀察點來觀察潛在的宿主，並且在產蛋時更容易找到那些更顯眼的巢穴。然而，新的研究強調，宿主的警報叫聲在巢穴搜尋過程中可能也起著重要作用。此外，大杜鵑傾向於在宿主產蛋的第一天或前一天產下蛋。
大葦鶯對大杜鵑蛋的反應各不相同：66%接受了蛋，12%將它們彈出，20%完全放棄了巢穴，2%將蛋掩埋。28%的大杜鵑蛋被描述為「幾乎完美」地模仿了宿主的蛋，而大葦鶯更經常拒絕「模仿差的」大杜鵑蛋。模仿的程度使得大葦鶯和觀察者都難以分辨這些蛋。
這些蛋的尺寸為22乘16（0.87乘0.63英寸），重3.2克（0.11盎司），其中7%是蛋殼。研究顯示，雌性大杜鵑能將蛋在體內多保留24小時，然後再將其產於宿主的巢中。這意味著大杜鵑幼鳥可以在宿主的幼鳥孵化之前孵化，並可以將未孵化的蛋從巢中推出。科學家們在鳥類的體溫40 °C（104 °F）下將大杜鵑蛋孵化了24小時，並檢查了胚胎，發現這些胚胎「遠比其他研究的物種更為發達」。'內部孵化'的概念最早於1802年提出，18世紀和19世紀的鳥蛋收集者曾報告發現大杜鵑胚胎比宿主物種的胚胎更為發達。
一項使用數位攝影和光譜儀以及自動分析方法來分析大杜鵑蛋，並根據其外觀預測雌性鳥身份的研究表明，個別雌性大杜鵑所產的蛋具有相對穩定的外觀，而遺傳距離較遠的雌性所產的蛋在顏色上差異更大。
由Aleksander D. Numerov （2003） 所整理的大杜鵑巢宿主完整名單；鳥類名稱中巢內發現大杜鵑蛋和幼鳥超過10次的物種以粗體顯示。

### 雛鳥

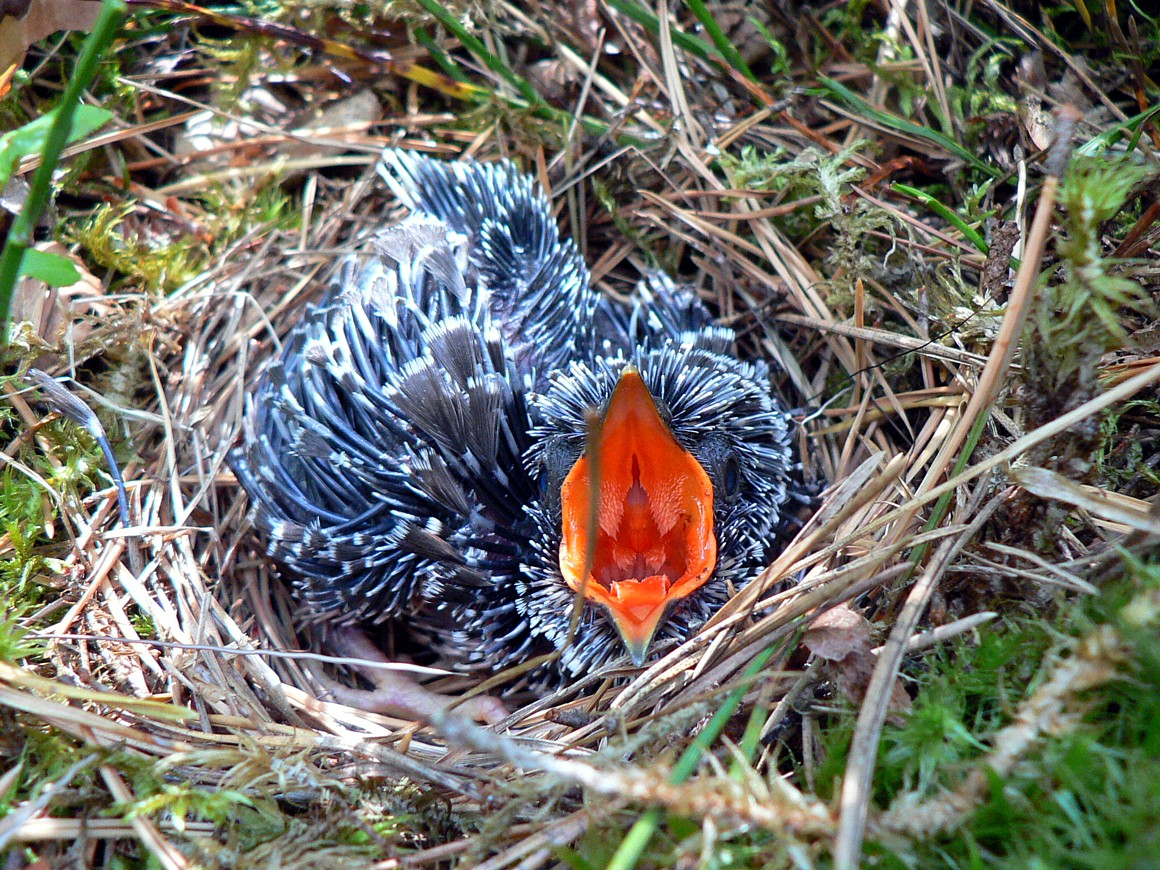
大杜鵑的雛鳥在林鷚的巢中

光禿禿的、早熟性雛鳥的小雛在11到13天後孵化出來。 它會有條不紊地將所有宿主的後代從宿主的巢中驅逐出去，是為成語「鵲巢鳩佔」的由來。大杜鵑比它的宿主大得多，需要獨佔由父母提供的食物。這隻小雛會用背將其他的蛋推到巢的邊緣並滾出巢外。如果宿主的蛋在大杜鵑的蛋之前孵化，大杜鵑的小雛也會以類似的方式將其他小鳥推出巢穴。14天大的大杜鵑雛鳥大約是成年蘆葦鶯的三倍大。
驅逐行為的必要性尚不清楚。一種假說是，與宿主的小雛競爭會導致大杜鵑小雛體重減輕，這對驅逐行為構成了選擇壓力。對於大杜鵑小雛在有無宿主兄弟姐妹的情況下，宿主父母提供的食物量進行的分析顯示，當與宿主兄弟姐妹競爭時，大杜鵑小雛並未獲得足夠的食物，顯示其競爭能力不足。 驅逐行為的選擇壓力可能來自大杜鵑小雛缺乏正確的視覺乞食信號、宿主均等地分配食物給所有巢雛，或宿主識別寄生者的能力。 另一種假說是，大杜鵑小雛體重減輕並非驅逐行為的選擇壓力。對於在有無宿主兄弟姐妹情況下資源分配的分析也顯示，與宿主小雛一同撫養的大杜鵑小雛在離巢時的體重比單獨撫養的大杜鵑要小得多，但在12天內與宿主小雛一起撫養的大杜鵑生長得比單獨撫養的大杜鵑更快，並彌補了發育差異，顯示出不一定會選擇驅逐行為的靈活性。
那些被大杜鵑寄生的物種已經進化出識別大杜鵑蛋的能力，但未能識別大杜鵑的小雛。 實驗表明，大杜鵑的小雛會通過發出急促的乞食聲來說服其宿主父母餵食，這種叫聲聽起來「非常像整窩宿主小鳥的叫聲」。研究人員認為「大杜鵑需要聲音欺騙來激發足夠的照料，以彌補其只呈現一個張口的視覺刺激的事實」。 然而，大杜鵑小雛需要整窩宿主巢雛的食物量，僅憑聲音刺激很難從宿主父母那裡獲得足夠的食物。這可能反映了一種權衡——大杜鵑小雛通過驅逐行為獲得所有提供的食物，但也面臨著只能單獨影響餵食速率的代價。因此，大杜鵑小雛利用宿主父母的照料，與宿主小雛相比，它會在巢內停留更長時間，無論是在離巢前還是離巢後。
大杜鵑的小雛在孵化後大約17到21天內離巢， 相比之下，蘆葦鶯的小雛則是12到13天內離巢。 如果雌性大杜鵑的產卵與蘆葦鶯的蛋處於不同階段，她會將它們全部吃掉，迫使宿主重新開始孵育。
大杜鵑的行為最早由亞里士多德觀察和描述，並由愛德華·詹納通過結合行為和解剖學適應進行了研究，他因此被選為皇家學會的會員，而不是因為他開發了天花疫苗。1922年，埃德加·錢斯和奧利弗·G·派克在他們的電影《大杜鵑的秘密》中首次將這種行為記錄在電影中。
一項在日本進行的研究發現，年輕的大杜鵑可能通過在離巢後到返回春季繁殖區之間與其他大杜鵑的身體接觸，獲得特定物種的鳥虱。在離巢前不久檢查了21隻巢雛，發現它們都沒有攜帶鳥虱。然而，首次返回日本的年輕鳥類被發現與老年個體一樣有鳥虱問題。

## 作為生物多樣性指標
大杜鵑在歐洲的出現是包括鳥類群體中分類學多樣性和功能多樣性在內的生物多樣性方面的良好替代指標，甚至優於傳統使用的頂級掠食者作為生物指標。其原因在於大杜鵑的宿主物種豐富度與整體鳥類物種豐富度之間的強烈相關性，這是由於共同進化關係所致。 這可能對於公民科學具有潛在價值。